# Институт мировой литературы имени А. М. Горького РАН
Институ́т мирово́й литерату́ры и́мени А. М. Го́рького РАН (ИМЛИ РАН) — научно-исследовательский институт Российской академии наук, созданный в 1932 году и располагающийся в бывшей усадьбе князя Гагарина в Москве.

## История

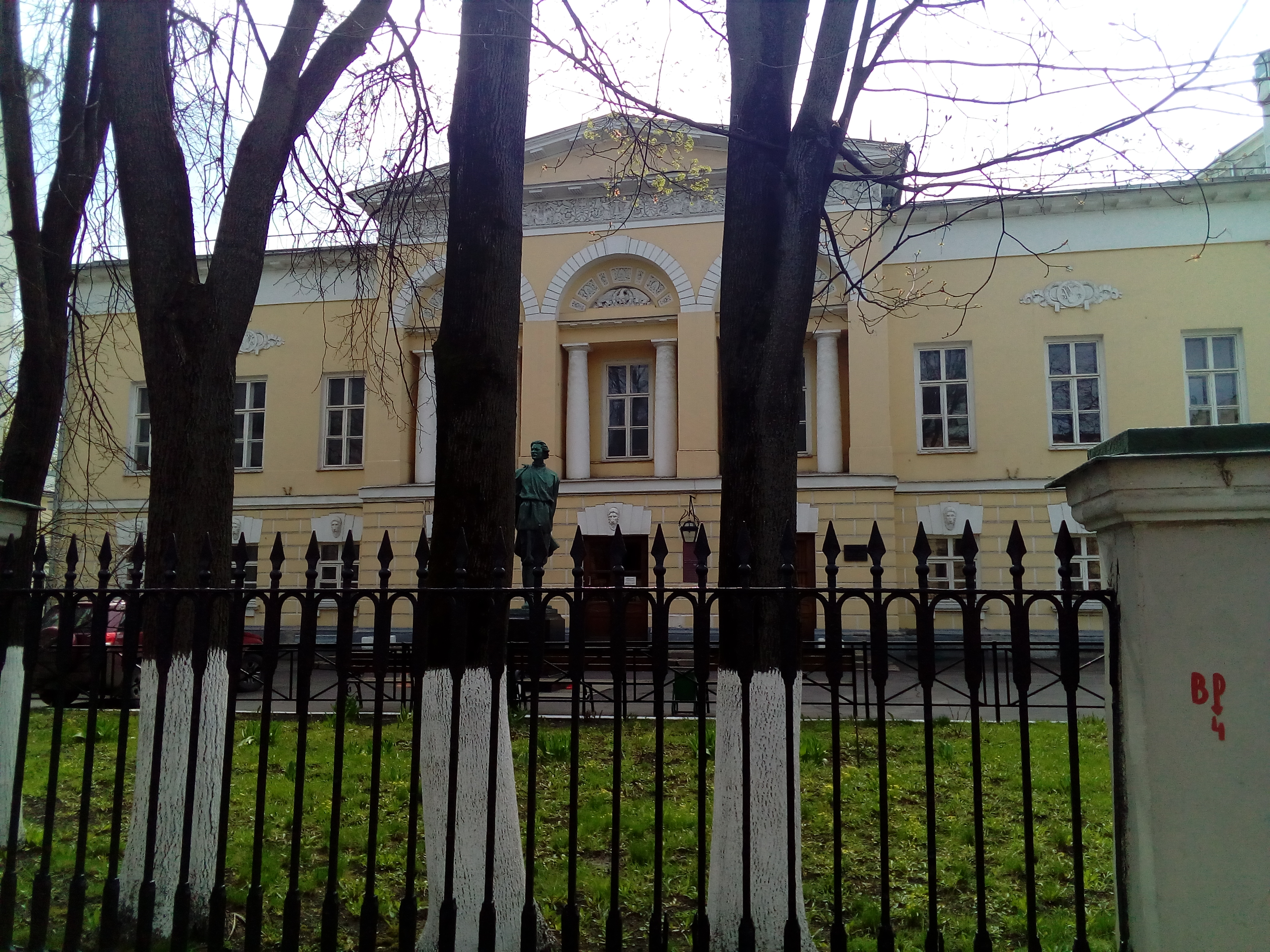
Здание ИМЛИ на Поварской улице (Москва). 2018 год

Учреждён 17 сентября 1932 года по Постановлению Президиума ЦИК СССР «О мероприятиях в ознаменование 40-летия литературной деятельности Максима Горького». До 1934 года — Литературный институт им. Максима Горького. Был переименован в Институт литературы им. А. М. Горького согласно постановлению Президиума ЦИК СССР от 27 августа 1934 года, первым директором института стал Л. Б. Каменев.
14 февраля 1937 года при Институте был основан Архив А. М. Горького и Музей А. М. Горького, который 1 ноября 1937 года стал открытым для посетителей, а 4 марта 1938 года — Государственный музей А. С. Пушкина, переведённый в 1949 году в Ленинград.
16 апреля 1938 года, войдя в состав Академии наук СССР, получил нынешнее название — Институт мировой литературы имени А. М. Горького АН CCCP (ИМЛИ). Располагается на улице Поварской 25, в бывшей усадьбе Гагариных, построенной в первой четверти XIX века по проекту Доменико Жилярди).
В 1950 году сотрудница ИМЛИ Вера Нечаева стала лауреатом академической премии им. В. Г. Белинского за первый том четырёхтомной биографии В. Г. Белинского (1949). В 1952 году Нечаева была назначена на должность заведующей сектором текстологии Института.

### Директора
| Годы      | Директор                                 |
| --------- | ---------------------------------------- |
| 1932—1934 | Л. Б. Каменев                            |
| 1935—1936 | акад. И. К. Луппол                       |
| 1936—1940 | А. А. Канчеев                            |
| 1940      | акад. И. К. Луппол (и. о.)               |
| 1941—1944 | к.фил.н. Л. И. Пономарёв                 |
| 1945—1947 | акад. В. Ф. Шишмарёв                     |
| 1948—1952 | член-корр. АН СССР А. М. Еголин          |
| 1952—1966 | член-корр. АН СССР И. И. Анисимов        |
| 1966—1968 | член-корр. АН СССР В. Р. Щербина (и. о.) |
| 1968—1974 | член-корр. АН СССР Б. Л. Сучков          |
| 1974—1975 | член-корр. АН СССР В. Р. Щербина (и. о.) |
| 1975—1977 | д.фил.н. Ю. Я. Барабаш                   |
| 1977—1987 | член-корр. РАН Г. П. Бердников           |
| 1987—2004 | член-корр. РАН Ф. Ф. Кузнецов            |
| 2005—2015 | акад. А. Б. Куделин                      |
| с 2015    | член-корр. РАН В. В. Полонский           |

## Награды
- Национальная премия «Имперская культура» имени Эдуарда Володина в номинации «Территория слова» (2021)[2]